# IC 5224
IC 5224 је спирална галаксија у сазвјежђу Ждрал која се налази на листи објеката дубоког неба у Индекс каталогу.
Деклинација објекта је - 45° 59' 45" а ректасцензија 22h 30m 30,0s. Привидна величина (магнитуда) објекта IC 5224 износи 13,6 а фотографска магнитуда 14,4. IC 5224 је још познат и под ознакама ESO 289-31, PGC 69011.